# Ugaine Mor
Ugaine Mor („Wielki”) – legendarny zwierzchni król Irlandii z dynastii Milezjan (linia Eremona) w latach 313-283 p.n.e. Syn Eochaida Buadacha („Zwycięskiego”), syna Duacha II Ladgracha, zwierzchniego króla Irlandii. 
Ugaine był wychowywany przez Machę Mongruad i Cimbaetha mac Finntan, zwierzchnich królów Irlandii i królów Ulsteru. Po śmierci przybranego ojca, władzę objęła przybrana matka. Po siedmiu latach została zabita przez Rechtaida Rigderga, który zajął tylko zwierzchni tron irlandzki. Ugaine, po dwudziestu latach, pokonał Rechtaida, po czym objął zwierzchnią władzę nad Irlandią. Miał on sprawować także władzę nad wyspami zachodniej Europy oraz podzielić Irlandię pośród wszystkich swych dzieci. Ugaine zażądał przysiąg od wszystkich mieszkańców Irlandii, na wszystkie elementy widzialne i niewidzialne, że nigdy nie będą walczyć o władzę nad Irlandią z jego dziećmi lub jego rodem. Rządził przez czterdzieści lat, gdy zginął z ręki swego młodszego brata i następcy, Badbchada, na Tealach-an-chosgair („Wzgórze Zwycięstwa”) w Magh-Muireadha na terenie Bregi. Według Księgi najazdów Irlandii („Lebor Gabála Érenn”) miał rządzić nad Irlandią, Albą (ob. Szkocja) oraz nad Morzem Istoty, to jest nad wszystkimi wyspami Brytanii. Podzielił Irlandię na dwadzieścia pięć działów, jeden dla każdego jego potomka. Taki podział wyspy istniał przez trzysta lat, aż do ustanowienia prowincji za panowania arcykróla Eochaida IX Feidlecha. 

## Potomstwo
Ugaine miał żonę o imieniu Ceasir (Kesair) Chruthach, córkę króla Franków, która urodziła mu dwadzieścioro pięcioro dzieci:
- Cobthach Cael Breg, otrzymał od ojca Bregę (Breagh); przyszły zwierzchni król Irlandii
- Cobthach Minn, otrzymał od ojca Muirthemne, w obecnym hrabstwie Louth
- Loegaire I Lorc, otrzymał od ojca ziemie wokół rzeki Liffey w Leinsterze; przyszły zwierzchni król Irlandii
- Fuilne, otrzymał od ojca Magh-Fea w obecnym hrabstwie Carlow
- Nar, otrzymał od ojca Magh-Nair
- Raigne, otrzymał od ojca Magh-Raigne w Ossory
- Narb, otrzymał od ojca Magh-Nairbh
- Cinga, otrzymał od ojca Airgetros nad rzeką Nore
- Tairr, otrzymał od ojca Magh-Tarra
- Triath, otrzymał od ojca Magh-Threithniu
- Sen, otrzymał od ojca Luachair-Deaghaidh w Kerry
- Bard, otrzymał od ojca Cluain-Corco-Oiche w Ui-Fidhgheinte
- Fergus Cnai, otrzymał od ojca południowe Deisi, miał dwie córki:
  - Maer
  - Medan
- Oche (Orb), otrzymał od ojca Aidne w diecezji Kilmacduagh
- Maen, otrzymał od ojca Maenmaich w Clanrickard w obecnym hrabstwie Galway
- Sanb, otrzymał od ojca Magh-Aei w obecnym hrabstwie Roscommon
- Muiredach Mal, otrzymał od ojca Cliu-Mail
- Eochaid, otrzymał od ojca Seolmhagh w obecnym hrabstwie Galway
- Corand, otrzymał od ojca Corund
- Lathar (Lathairne), otrzymał od ojca Latharnę w obecnym hrabstwie Antrim
- Marc, otrzymał od ojca Midhe
- Laeg, otrzymał od ojca Line (Magh-Line) w obecnym hrabstwie Antrim
- córka Ailbhe, otrzymała od ojca Magh-Ailbhe w obecnym hrabstwie Kildare
- córka Aeife lub Eva, otrzymała od ojca Magh-Aeife (Magh-Feimheann)
- córka Muiresc, otrzymała od ojca Magh-Muirisce w obecnym hrabstwie Mayo

Żaden z potomków Ugaine’a nie pozostawił dzieci, z wyjątkiem Cobthacha Cael Breg i Loegaire’a I Lorca oraz Fergusa Cnai, posiadającego dwie córki. 